# Ravillon
Der Ravillon ist ein Fluss in Frankreich, der im Département Yonne in der Region Bourgogne-Franche-Comté verläuft. Er entspringt beim Ort Les Houches, im Gemeindegebiet von Lindry, entwässert generell Richtung Nordnordost und mündet nach rund 23 Kilometern an der Gemeindegrenze von Champlay und Épineau-les-Voves als linker Nebenfluss in die Yonne.

## Orte am Fluss
(Reihenfolge in Fließrichtung)
- Les Houches, Gemeinde Lindry
- Vieux Champs, Gemeinde Charbuy
- Poilly-sur-Tholon
- Laduz, Gemeinde Valravillon
- Guerchy, Gemeinde Valravillon
- Neuilly, Gemeinde Valravillon
- Champlay